# Жешувек (Нижньосілезьке воєводство)
Жешувек (пол. Rzeszówek, нім. Reichwaldau) — село в Польщі, у гміні Свежава Злоторийського повіту Нижньосілезького воєводства.
Населення — 231 особа (2011).
У 1975-1998 роках село належало до Єленьоґурського воєводства.

## Демографія
Демографічна структура станом на 31 березня 2011 року:
|          | Загалом | Допрацездатний вік | Працездатний вік | Постпрацездатний вік |
| -------- | ------- | ------------------ | ---------------- | -------------------- |
| Чоловіки | 122     | 28                 | 84               | 10                   |
| Жінки    | 109     | 19                 | 71               | 19                   |
| Разом    | 231     | 47                 | 155              | 29                   |